# Евреинов, Александр Александрович (1873)
Алекса́ндр Алекса́ндрович Евреинов (7 [19] января 1873, Санкт-Петербург — 27 мая 1928, Десин, Франция) — русский государственный деятель, последний  Пензенский губернатор.

## Биография
Происходил из дворянского рода Евреиновых. Сын генерал-лейтенанта Александра Александровича Евреинова (1843—1905) и Лидии Леонидовны Горяиновой родился 7 (19) января 1873 года.
Окончил Пажеский корпус (1894), выпущен подпоручиком в лейб-гвардии Преображенский полк. Служил при дворе, затем перешел на гражданскую службу; с 1900 года — титулярный советник, с 1903 — камер-юнкер.
В 1903—1907 году был Ковенским уездным предводителем дворянства. 
С 1910 года — статский советник и Эстляндский вице-губернатор, С 1914 года исполнял должность Пензенского губернатора, в которой был утверждён в 1916 году после производства в действительные статские советники. Имел придворный чин камергера.
После Октябрьской революции эмигрировал во Францию, где и скончался 27 мая 1928 года.

## Семья
Был женат на дочери потомственного дворянина Ольге ИосифовнеДоливо-Добровольской (1875—1948). Их дети:
- Кира (27.03.1900—1980)
- Мария (30.03.1901—?)
- Нина (07.01.1903—1931), в замужестве Михалевская.
- Александр (1906—?)
- Людмила (04.05.1908[3]—?)
- Ольга (1914—?)[источник не указан 2984 дня]

## Награды
- Орден Святой Анны 2-й ст.;
- Орден Святого Владимира 4-й ст.